# Ambassade du Brésil en Guinée
L'ambassade du Brésil en Guinée est la principale représentation diplomatique du Brésil en république de Guinée.
Il est installé au niveau de la résidence 2000 a Colah, commune de Matam dans la capitale Conakry.

## Consulat
Le Brésil à un consulat dans la région de Boké à Tomboyah.